# Paul Davis (Baseballtrainer)
Paul Davis (* 1964 in Omaha, Nebraska, USA) ist ein US-amerikanischer Pitching Coach der Seattle Mariners in der Major League Baseball (MLB). Zuvor war er Leiter der Pitching-Analytik der St. Louis Cardinals.

## Karriere
Davis spielte High School Baseball an der Osceola High School in Kissimmee, Florida und College Baseball am Valencia Community College und der Creighton University.
Davis war von 1995 bis 1999 Cheftrainer am Dana College, wo er zweimal zum Nebraska-Iowa Athletic Conference Coach of the Year ernannt wurde. Er war der Pitching Coach für die Johnson City Cardinals in den Jahren 2013 und 2014, bevor er 2016 und 2017 zum Assistant Minor League Pitching Coordinator der Cardinals wurde. 2018 wurde er zum Leiter der Pitching-Analytik der St. Louis Cardinals. 2019 wechselte er zu den Seattle Mariners und wurde dort zum Pitching Coach.